# Eleccions legislatives portugueses de 2011
Les eleccions legislatives portugueses de 2011 van ser celebrades el diumenge 5 de juny de 2011. La data va ser fixada pel president de la República, Aníbal Cavaco Silva, després de la renúncia del primer ministre José Sòcrates, el 31 de març de 2011. El Govern que es va formar en conseqüència d'aquest acte electoral gou el XIX Govern Constitucional de Portugal. La campanya electoral es va realitzar entre els dies 22 de maig i 3 de juny de 2011. Suposaren una nova victòria per majoria relativa del PSD de Pedro Passos Coelho, qui fou nomenat pel President de la República Primer Ministre de Portugal en un govern de coalició amb el CDS-PP.

## Candidats
Es van presentar quinze partits a les legislatives portugueses de 2011.
- Bloco de Esquerda (BE) - Francisco Louçã.
- Centro Democrático Social-Partido Popular (CDS-PP) - Paulo Portas.
- Coalició Democràtica Unitària (CDU - PCP+PEV) - Jerónimo de Sousa.
- Movimento Esperança Portugal - Rui Marques.
- Nova Democracia (PND) - Manuel Monteiro.
- Partido por los Animales y la Naturaleza (PAN) - Paulo Borges.
- Partido Comunista de los Trabajadores Portugueses / Movimiento Reorganizativo del Partido del Proletariado (PCTP/MRPP) - António Garcia Pereira.
- Partido Democrático del Atlántico (PDA) - Pedro Batista.
- Partit Humanista (PH) - Manuela Magno.
- Partit Nacional Renovador (PNR) - José Pinto Coelho.
- Partido Operário de Unidade Socialista (POUS) - Carmelinda Pereira.
- Partido Popular Monárquico (PPM) - Paulo Estevão.
- Partit Socialdemòcrata (PPD/PSD) - Pedro Passos Coelho.
- Partit Socialista (PS) - José Sócrates.
- Partido de la Tierra (MPT) - Pedro Quartin Graça.
- Partido Trabalhista Português (PTP) - Amândio Madaleno.
- Portugal pro Vida (PPV) - Luís Botelho Ribeiro.

## Resultats
|                       |                                                    |           |       |           |     |  |  |  |  |  |  |  |  |
| Partits               | Partits                                            | Vots      | %     | Escons    | +/- |  |  |  |  |  |  |  |  |
|                       | Partit Socialdemòcrata (PPD/PSD)                   | 2.159.181 | 40,31 | 108 / 230 | 27  |  |  |  |  |  |  |  |  |
|                       | Partit Socialista (PS)                             | 1.566.347 | 29,24 | 74 / 230  | 23  |  |  |  |  |  |  |  |  |
|                       | Centre Democràtic Social / Partit Popular (CDS/PP) | 653.888   | 12,21 | 24 / 230  | 3   |  |  |  |  |  |  |  |  |
|                       | Coalició Democràtica Unitària (CDU)                | 441.147   | 8,23  | 16 / 230  | 1   |  |  |  |  |  |  |  |  |
|                       | Bloc d'Esquerra (BE)                               | 288.923   | 5,39  | 8 / 230   | 8   |  |  |  |  |  |  |  |  |
|                       | Partit Comunista dels Treballadors Portuguesos     | 62.610    | 1,17  | 0         | =   |  |  |  |  |  |  |  |  |
|                       | Pessoas–Animais–Natureza (PAN)                     | 57.995    | 1,08  | 0         | =   |  |  |  |  |  |  |  |  |
|                       | Partit de la Terra                                 | 22.705    | 0,42  | 0         | =   |  |  |  |  |  |  |  |  |
|                       | Moviment Esperança per a Portugal                  | 21.942    | 0,41  | 0         | =   |  |  |  |  |  |  |  |  |
|                       | Partido Nacional Renovador                         | 17.548    | 0,33  | 0         | =   |  |  |  |  |  |  |  |  |
|                       | Partit del Treball Portuguès                       | 16.895    | 0,31  | 0         | =   |  |  |  |  |  |  |  |  |
|                       | Partit Popular Monàrquic                           | 14.687    | 0,27  | 0         | =   |  |  |  |  |  |  |  |  |
|                       | Nova Democràcia                                    | 11.806    | 0,22  | 0         | =   |  |  |  |  |  |  |  |  |
|                       | Ciutadania i Democràcia Cristiana                  | 8.209     | 0,15  | 0         | =   |  |  |  |  |  |  |  |  |
|                       | Partit Obrer de la Unitat Socialista               | 4.572     | 0,08  | 0         | =   |  |  |  |  |  |  |  |  |
|                       | Partit Democràtic de l'Atlàntic                    | 4.569     | 0,08  | 0         | =   |  |  |  |  |  |  |  |  |
|                       | Partit Humanista                                   | 3.588     | 0,07  | 0         | =   |  |  |  |  |  |  |  |  |
|                       |                                                    |           |       |           |     |  |  |  |  |  |  |  |  |
| Vots vàlids           | Vots vàlids                                        | 5.356.612 | 95,92 |           |     |  |  |  |  |  |  |  |  |
| Vots blancs           | Vots blancs                                        | 148.638   | 2,66  |           |     |  |  |  |  |  |  |  |  |
| Vots nuls             | Vots nuls                                          | 79.399    | 1,42  |           |     |  |  |  |  |  |  |  |  |
| Total                 | Total                                              | 5.584.629 | 100   | 230       | =   |  |  |  |  |  |  |  |  |
| Abstenció             | Abstenció                                          | 4.039.725 | 41,97 |           |     |  |  |  |  |  |  |  |  |
| Inscrits/Participació | Inscrits/Participació                              | 9.624.354 | 58,03 |           |     |  |  |  |  |  |  |  |  |